# Station Wiesme
Station Wiesme is een voormalig spoorwegstation langs spoorlijn 166 (Dinant-Bertrix) in Wiesme, een deelgemeente van de stad Beauraing.

## Aantal instappende reizigers
De grafiek en tabel geven het gemiddeld aantal instappende reizigers weer op een week-, zater- en zondag.
| Tabel: aantal instappende reizigers station Wiesme | Tabel: aantal instappende reizigers station Wiesme | Tabel: aantal instappende reizigers station Wiesme | Tabel: aantal instappende reizigers station Wiesme |
|                                                    | Weekdag                                            | Zaterdag                                           | Zondag                                             |
| -------------------------------------------------- | -------------------------------------------------- | -------------------------------------------------- | -------------------------------------------------- |
| 1977                                               | 15                                                 | 6                                                  | 5                                                  |
| 1978                                               | 18                                                 | 12                                                 | 12                                                 |
| 1979                                               | 14                                                 | 9                                                  | 6                                                  |
| 1980                                               | 17                                                 | 7                                                  | 6                                                  |
| 1981                                               | 15                                                 | 14                                                 | 8                                                  |
| 1982                                               | 15                                                 | 11                                                 | 9                                                  |
| 1983                                               | 13                                                 | 10                                                 | 4                                                  |

2,2: Anseremme ·
4,7: Walzin ·
7,2: Gendron-Celles ·
10,4: Château d'Ardenne ·
12,2: Houyet ·
17,5: Wiesme ·
22,2: Beauraing ·
25,0: Martouzin ·
27,2: Pondrôme ·
31,3: Thanville ·
35,3: Vonêche ·
37,0: Gedinne ·
45,4: Louette-Saint-Denis ·
49,3: Bièvre ·
51,6: Graide ·
55,2: Carlsbourg ·
56,3: Merny ·
58,2: Paliseul ·
60,3: Nollevaux ·
61,5: Offagne ·
65,2: Glaumont ·
68,3: Burhaimont ·
70,2: Bertrix